# 雷恩航空公司

雷恩航空公司是美國一家航空器製造公司，創辦人圖巴爾．克勞德．雷恩於1934年在美國聖地牙哥 (加利福尼亞州)創立，在1969年被特勵達科技公司收購改名：Teledyne Ryan（特勵達雷恩），1999年諾斯洛普．格魯曼併購特勵達雷恩。雷恩航空公司設計製造具有歷史意義和創新技術的航空器， 包括四種V/STOL航空器的創新設計，但最成功知名的產品是火蜂靶機、雷恩147型（英語：Ryan Model 147）無人機系列。

## 公司歷史
1922 年，圖巴爾．克勞德．雷恩（以下簡稱：T.C.雷恩）在美國聖地亞哥從事航空運輸業務，爾後業務擴張，陸續成立以雷恩（Ryan）為公司名稱的多家航空業相關公司，包括與Benjamin Franklin "Frank" Mahoney（以下簡稱：B. F. Mahoney ） 合夥在1925年成立經營從事定期航班的雷恩航空公司（Ryan Airline Company，本業是航空運輸業，不是航空器製造業）。.
T.C.雷恩與人合資的雷恩航空公司（Ryan Airline Company）總工程師Donald A. Hall 以設計製造查爾斯·林白駕駛的首次單人不著陸橫跨大西洋飛行座機聖路易斯精神號而聞名。雷恩航空（Ryan Airline Company）實際上並沒有參與製造這架著名飛機。T.C.雷恩當時曾是幾家公司的所有者或合夥人，其中一家公司的名字也叫雷恩航空（Ryan Aeronautical），因為聖路易斯精神號事蹟傳播全球時沒有闡明細節，參與製造聖路易斯精神號廠家被誤植在七年後成立的雷恩航空公司（Ryan Aeronautical Company，本業是航空製造產業）。 
雷恩航空公司（Ryan Aeronautical Company）的創業產品是僅生產五架的S-T Sport Trainer，這是一款低單翼全金屬機身縱列雙座機，配備具有 95 hp（71 kW）的Menasco B-4 Pirate直列四缸引擎。1935年開始製造配備145匹馬力、Menasco C-4引擎的Ryan ST-A特技飛行機，引擎動力充沛的Ryan ST-A贏得1937年國際特技飛行錦標賽（International Aerobatic Championships.）。 1936年製造的改進型ST-A Special，配備具有增壓功能、125匹馬力 、Menasco C-4S引擎。Ryan ST系列衍生機型除在國內銷售且外銷出口到中國、日本、澳洲、玻利維亞、南非、墨西哥等。
1937到1938年間，推出第二種民用飛機： Ryan Sport Coupe 或稱為Ryan Sport Cabin，簡稱SCW或S-C-W，配備145匹馬力華納超級聖甲蟲星形引擎，是種低單翼固定機輪全金屬製機身，帶有滑動座艙蓋和前排為並排雙人座椅後排單人的三人座飛機。原型機最初安裝Menasco C-4直列引擎，但測試證明需要加強動力輸出，改用華納超級聖甲蟲星形引擎，共製造13架 S-C-W，其中一架是在原型機完成測試幾年後使用庫存零件組裝。

#### 美國陸軍航空隊（USAAC）教練機訂單
Ryan PT系列是從Ryan ST系列發展而來的教練機機型，改用Kinner 星形氣冷式引擎取代不可靠的Menasco 直列4缸引擎。美國陸軍航空隊分別訂購15架PT-16，30架PT-20，100架PT-21還有海軍航空隊100架PT-21。美國陸軍航空隊為因應飛行員訓練員額擴大在1941年訂購Ryan PT系列末代機型PT-22 Recruit達1,048架。
另外使用STOL（短場起降）技術製造三架YO-51 蜻蜓觀測機（YO-51 Dragonfly observation craft）原型機給予美國陸軍航空隊進行測試，軍方對此機型沒有下訂單。

## 公司發展概況
在戰後歲月中，進行多角化經營，有段時間甚至涉足生產金屬棺材業務。在1947年向北美航空公司購買輕型機技術專利，開發Navion系列輕型機賣給軍方和民間用戶。此外涉足飛彈和無人機領域，開發生產火蜂靶機、雷恩147無人機、Ryan Firebird（美國第一種空對空飛彈）以及用於研究實驗用的多款航空器。
1951年，「雷恩火蜂」（英語：Ryan Firebee ）靶機得標美國空軍「噴射引擎動力靶機」計畫，1960年以大幅改進的雷恩火蜂靶機獲得空軍大量採購，1963年重新命名為「BQM-34A」，隨後40年中BQM-34A火蜂靶機成為美國軍用裝備庫存中壽命最長的航空載具之一。依據火蜂靶機發展出雷恩147無人偵察機系列在越戰期間大放光芒。1955年發展X-13垂直起降噴射機驗證V/STOL理論。
1960年代初期，為美國陸軍開發XV-5 Vertifan實驗機，它使用機翼和機首安裝的升力葉片進行V/STOL飛行。其他V/STOL技術實驗機有VZ-3 Vertiplane，Ryan YO-51 Dragonfly。
1965年，收購航空引擎製造商大陸汽車公司（Continental Motors Company ）的五成股份。
1966到1967年間，獲得安裝在阿波羅登月小艇上的數位多普勒雷達系統生產合約。
1968 年，該公司被特勵達（Teledyne Technologies）以1.28 億美元收購，一年後成為該公司的全資子公司，更名為Teledyne Ryan。克勞德．雷恩（Claude Ryan）在收購後辭去雷恩航空公司（Ryan Aeronautical Company）董事長的職務。
1999年，諾斯洛普·格魯曼收購Teledyne Ryan，無人飛行器技術繼續構成諾斯洛普·格魯曼無人機業務的核心,包括RQ-4全球鷹偵察機最初亦是由Teledyne Ryan設計，在開發過程中稱為Tier II+ 。

## 航空器產品列表
| Model name           | First flight | Number built | Type                          |
| -------------------- | ------------ | ------------ | ----------------------------- |
| Ryan M-1             | 1926         | 36           | Mailplane                     |
| Ryan PT-22 Recruit   | 1934         | 1994         | Trainer                       |
| Ryan S-C             | 1937         | 14           | Cabin monoplane               |
| Ryan YO-51 Dragonfly | 1940         | 3            | STOL scout                    |
| FR火球式戰鬥機       | 1944         | 66           | Piston-Jet Fighter            |
| Ryan XF2R Dark Shark | 1946         | 1            | Turboprop Fighter             |
| Ryan Navion          | 1948         | 1202         | Light single engine           |
| Ryan X-13 Vertijet   | 1955         | 2            | Experimental vertical takeoff |
| 火蜂                 | 1955         | xx           | Target Drone                  |
| Ryan VZ-3 Vertiplane | 1959         | 1            | Experimental VSTOL            |
| 雷恩147              | 1960s        |              | Drone                         |
| Ryan XV-8            | 1961         | 1            | Flex wing                     |
| Ryan XV-5 Vertifan   | 1964         | 2            | VTOL                          |
| Ryan AQM-91 Firefly  | 1968         | 28           | Reconnaissance drone          |
| Ryan YQM-98          | 1974         |              | Reconnaissance drone          |
| Teledyne Ryan Scarab | 1988         |              | Reconnaissance drone          |
| Teledyne Ryan 410    | 1988         |              | Reconnaissance drone          |
| BQM-145 Peregrine    | 1992         |              | Reconnaissance drone          |

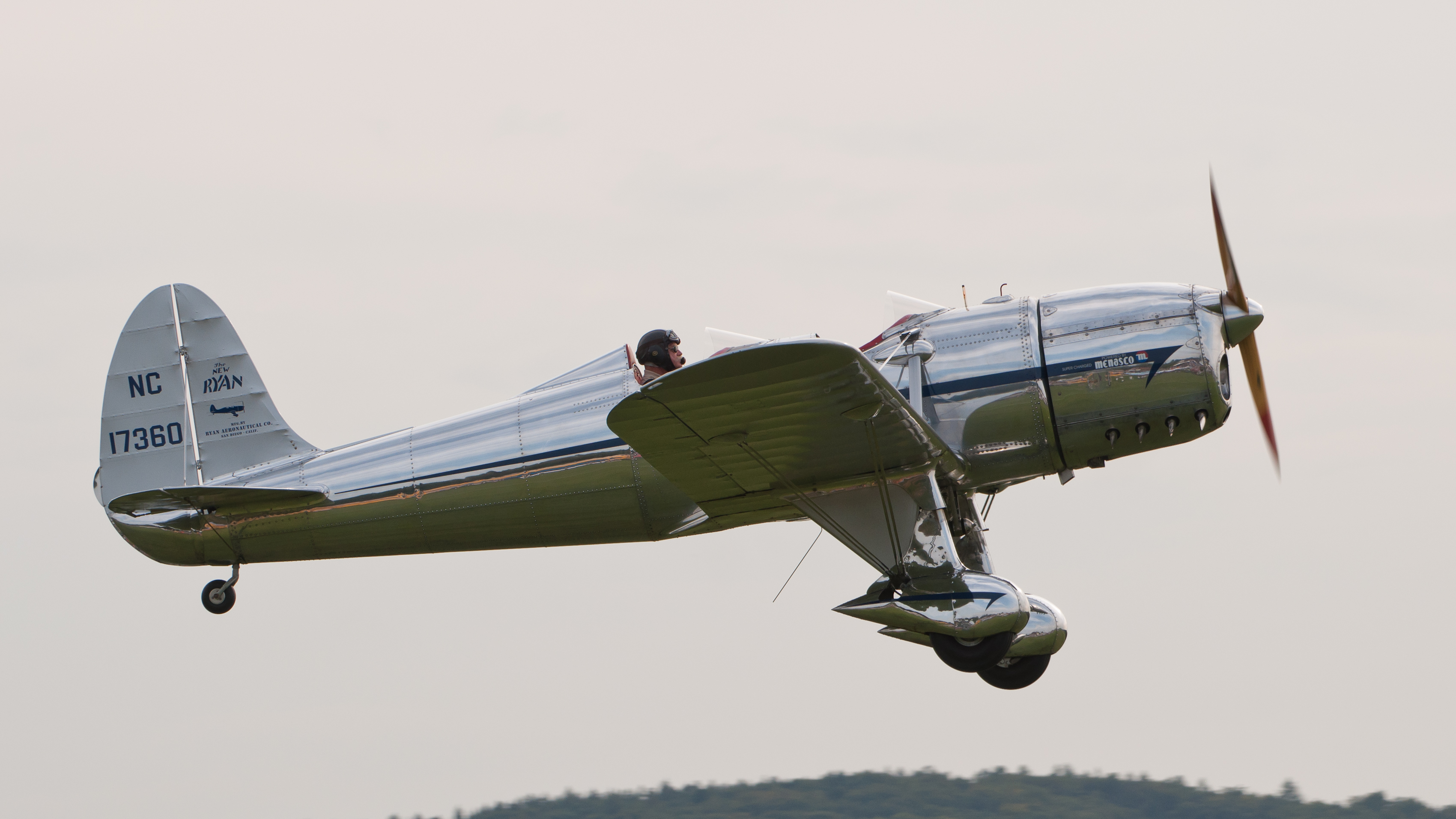
Ryan STA Special 特技飛行機 民航註冊號NC17360
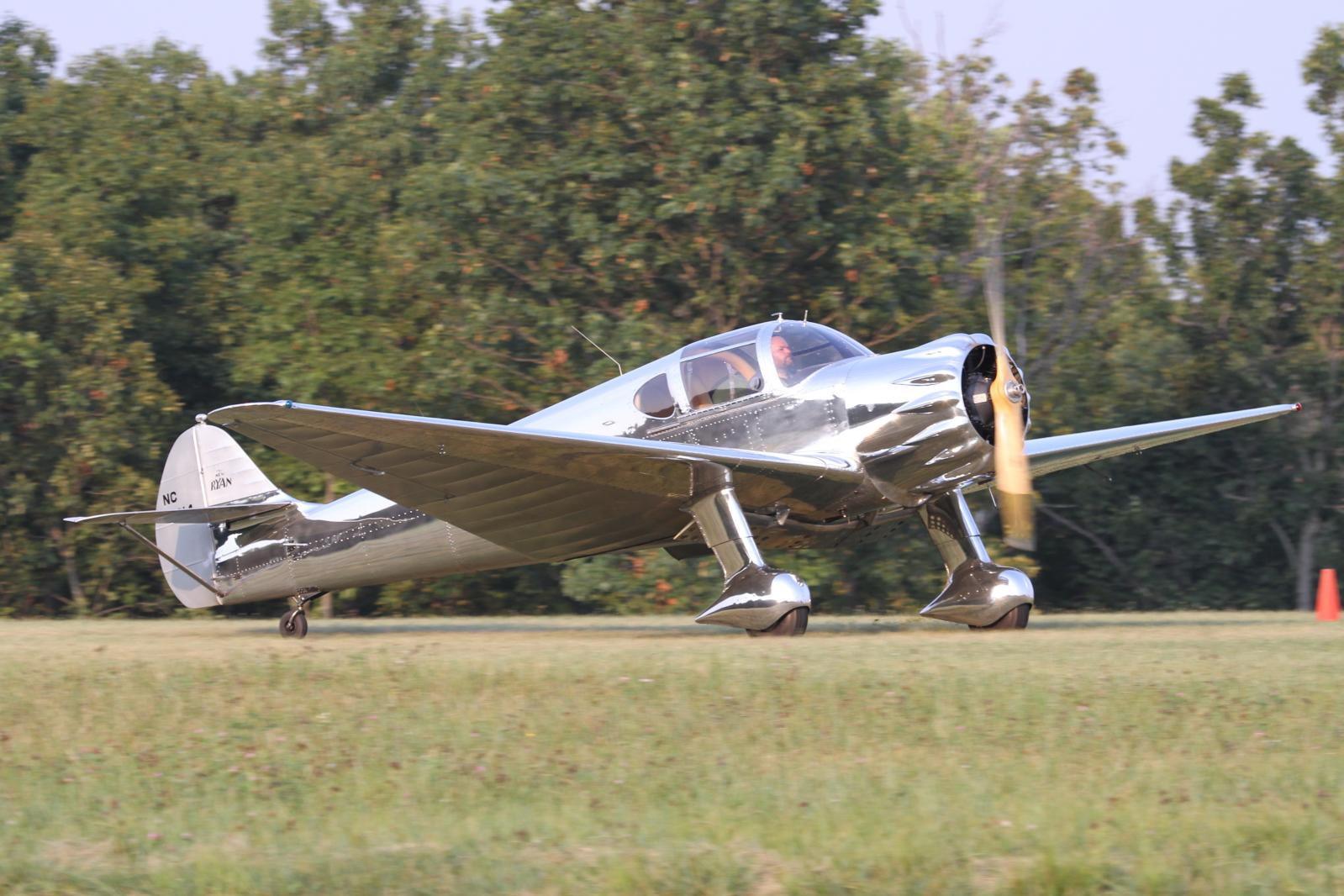
Ryan S-系列SCW-145 民航註冊號NC18914
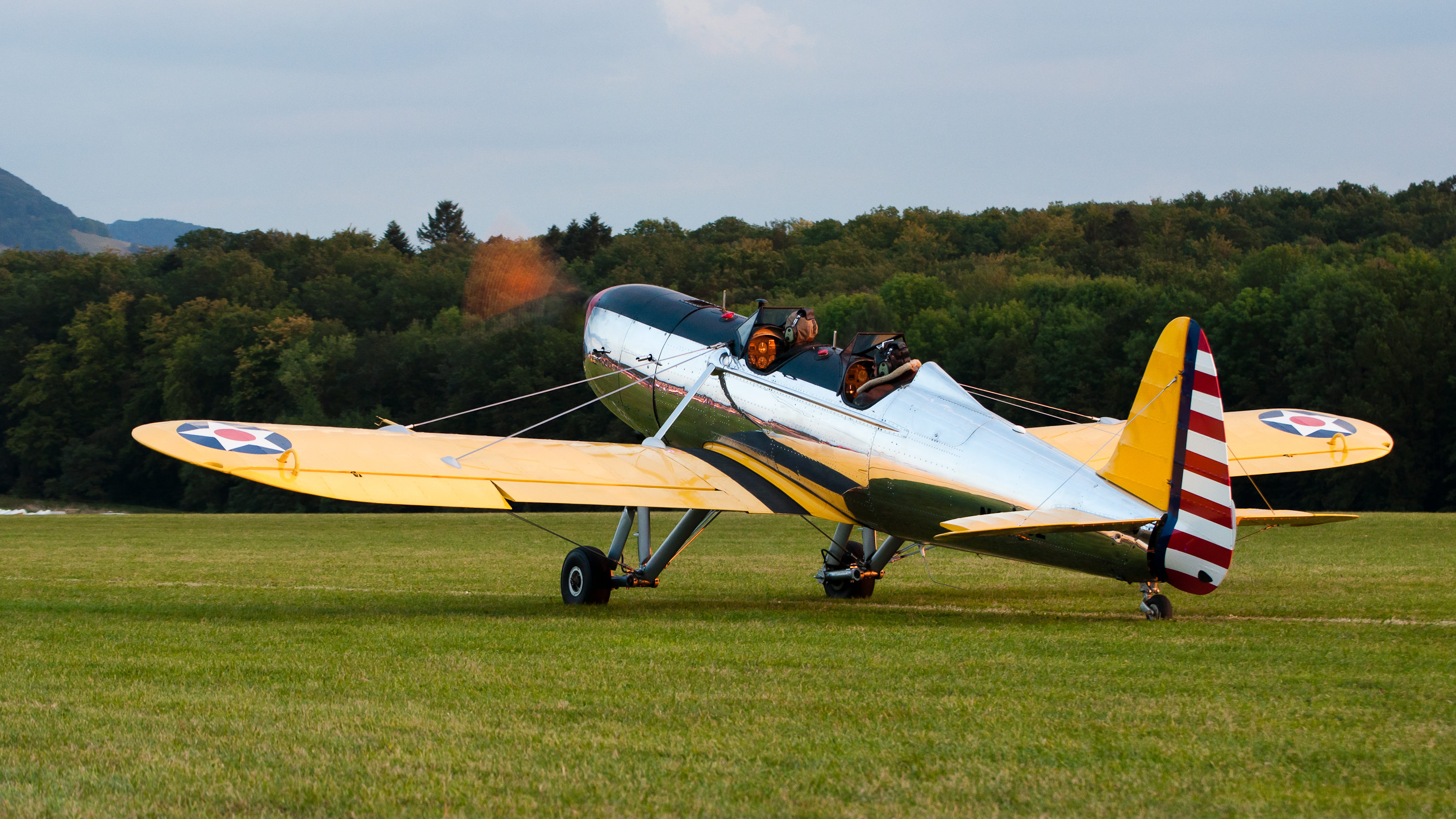
Ryan PT-22 Trainer
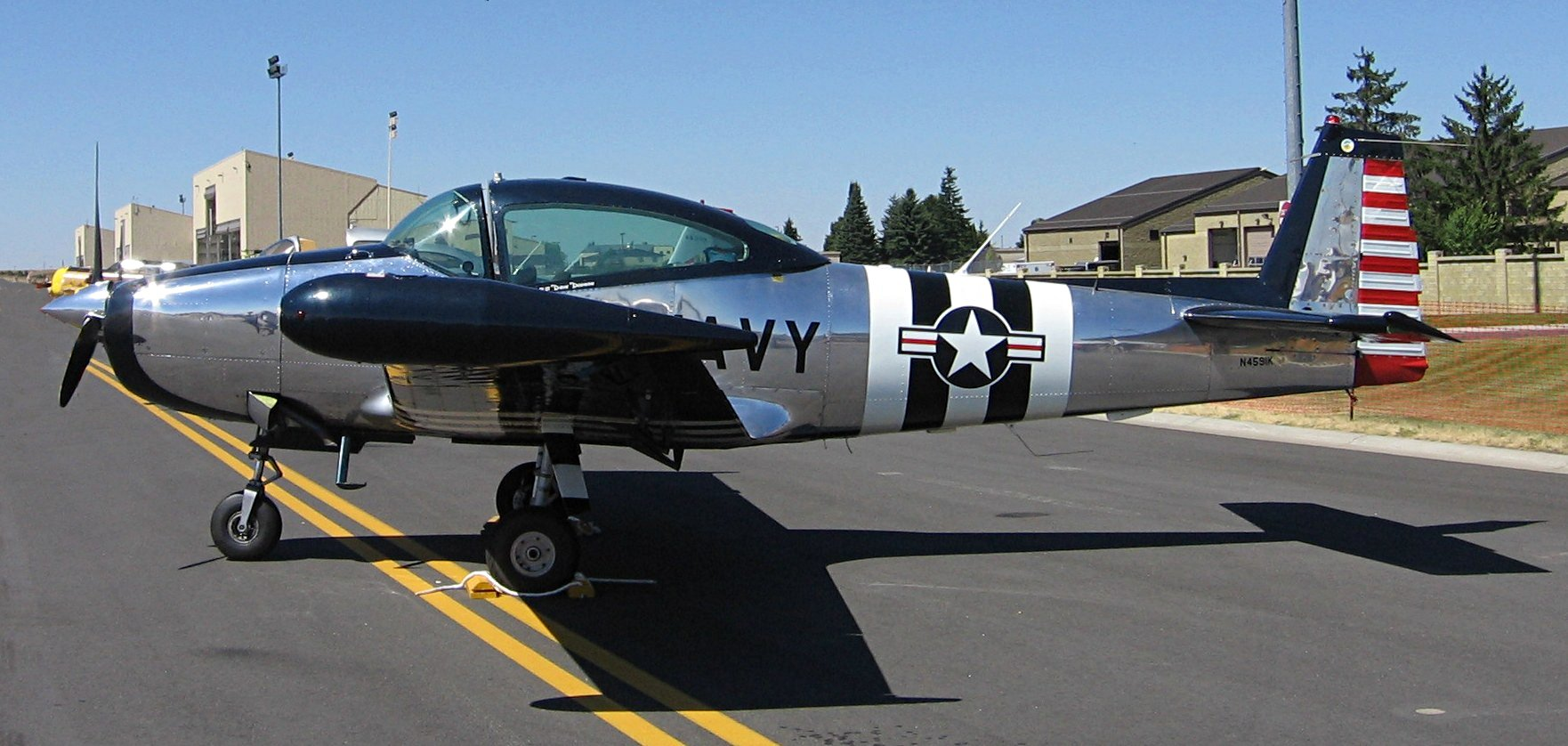
1947年生產的Ryan Navion 海軍教練機
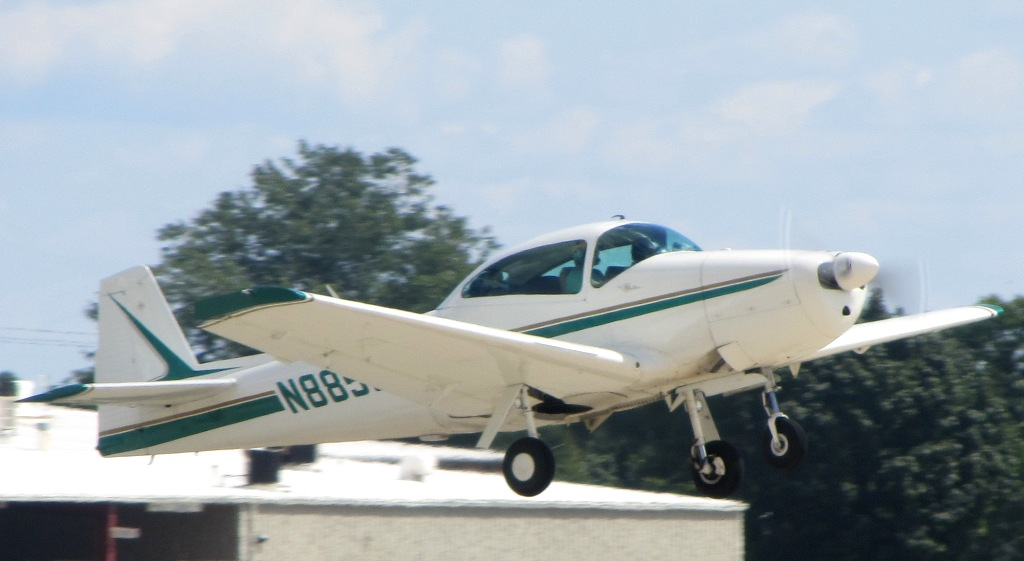
1947年生產的Ryan Navion A
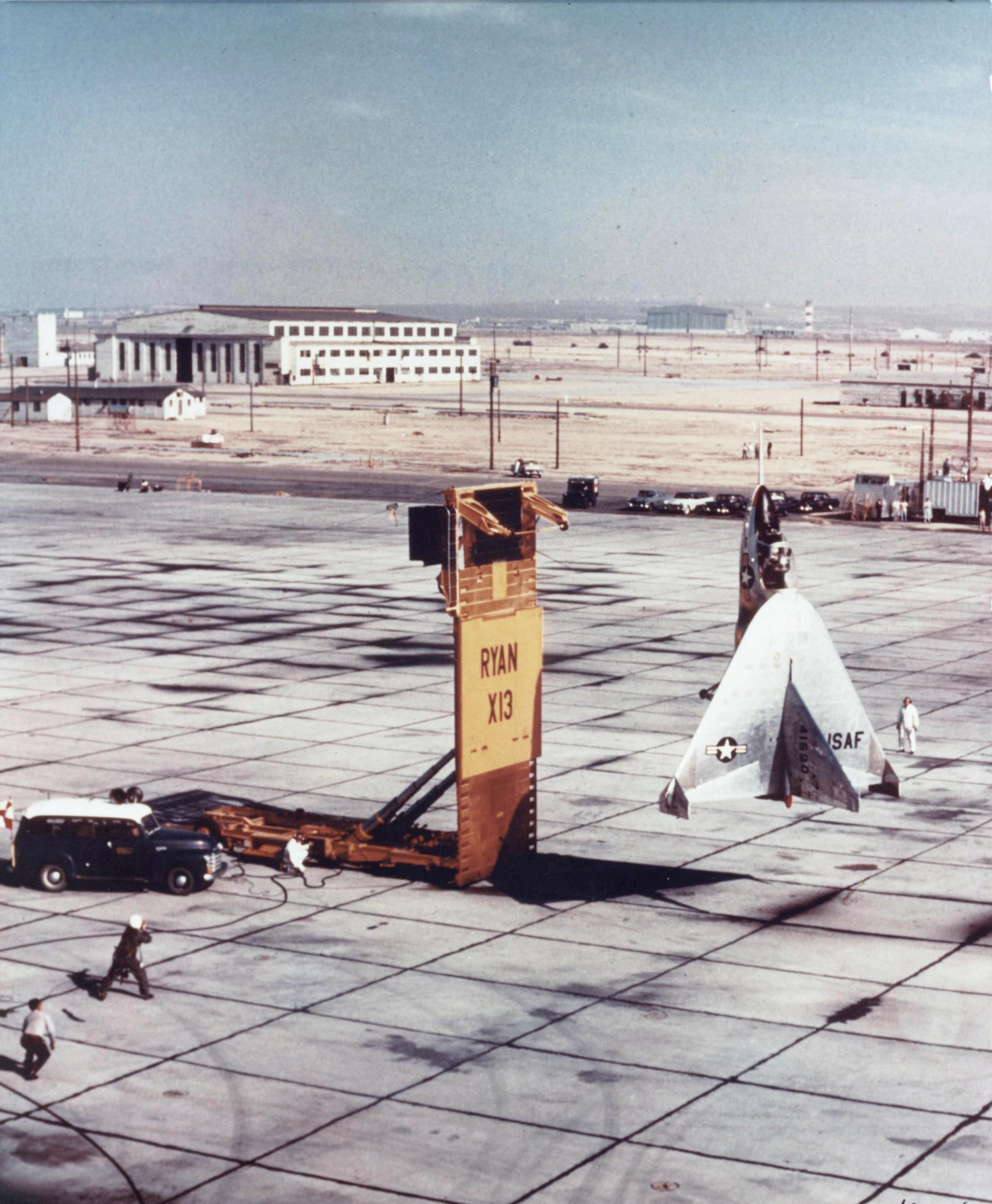
Ryan X-13 垂直起降實驗
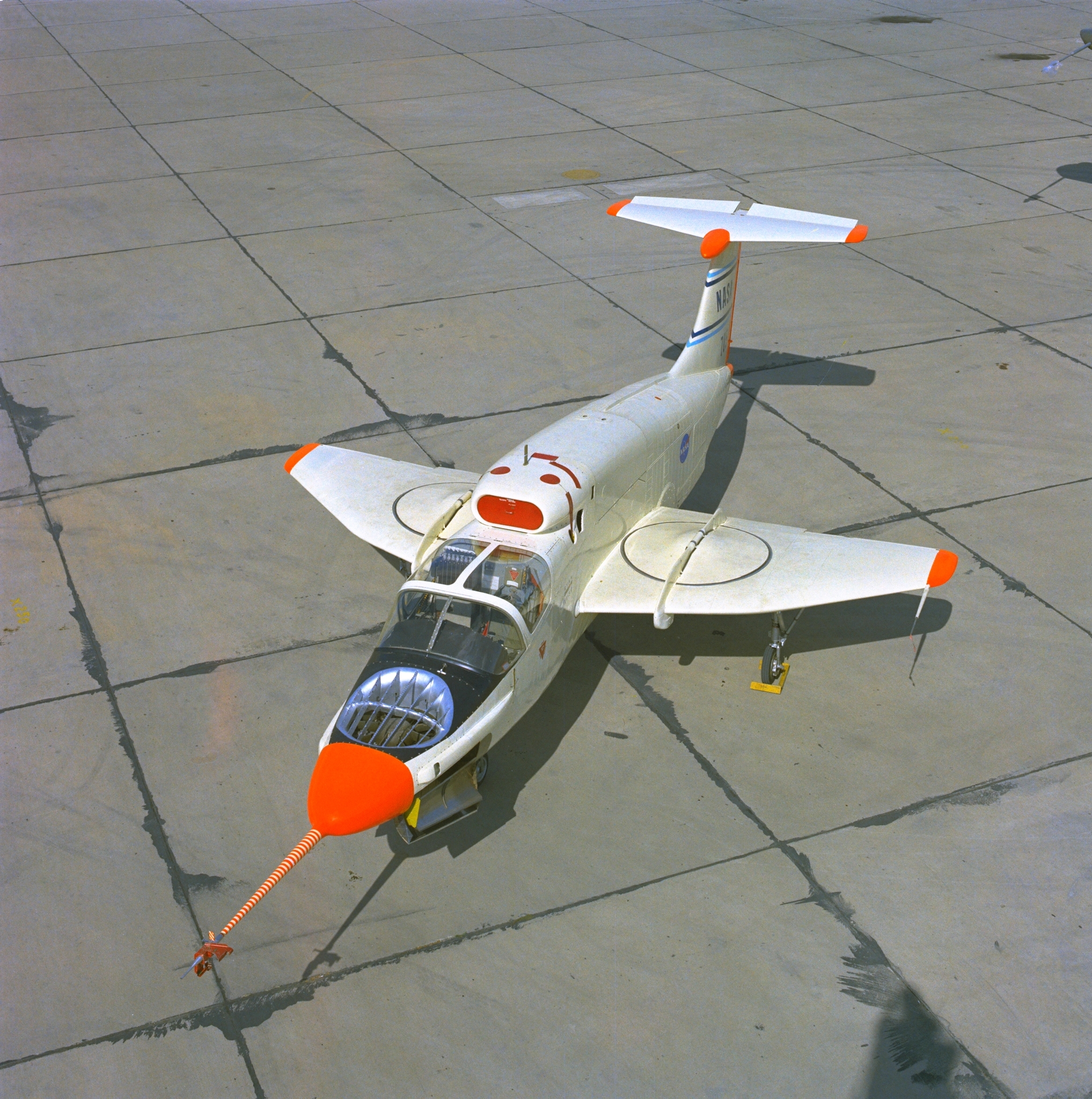
XV-5 Vertifan，紅色機首後的圓環內及機翼圓環內各一個升力葉片
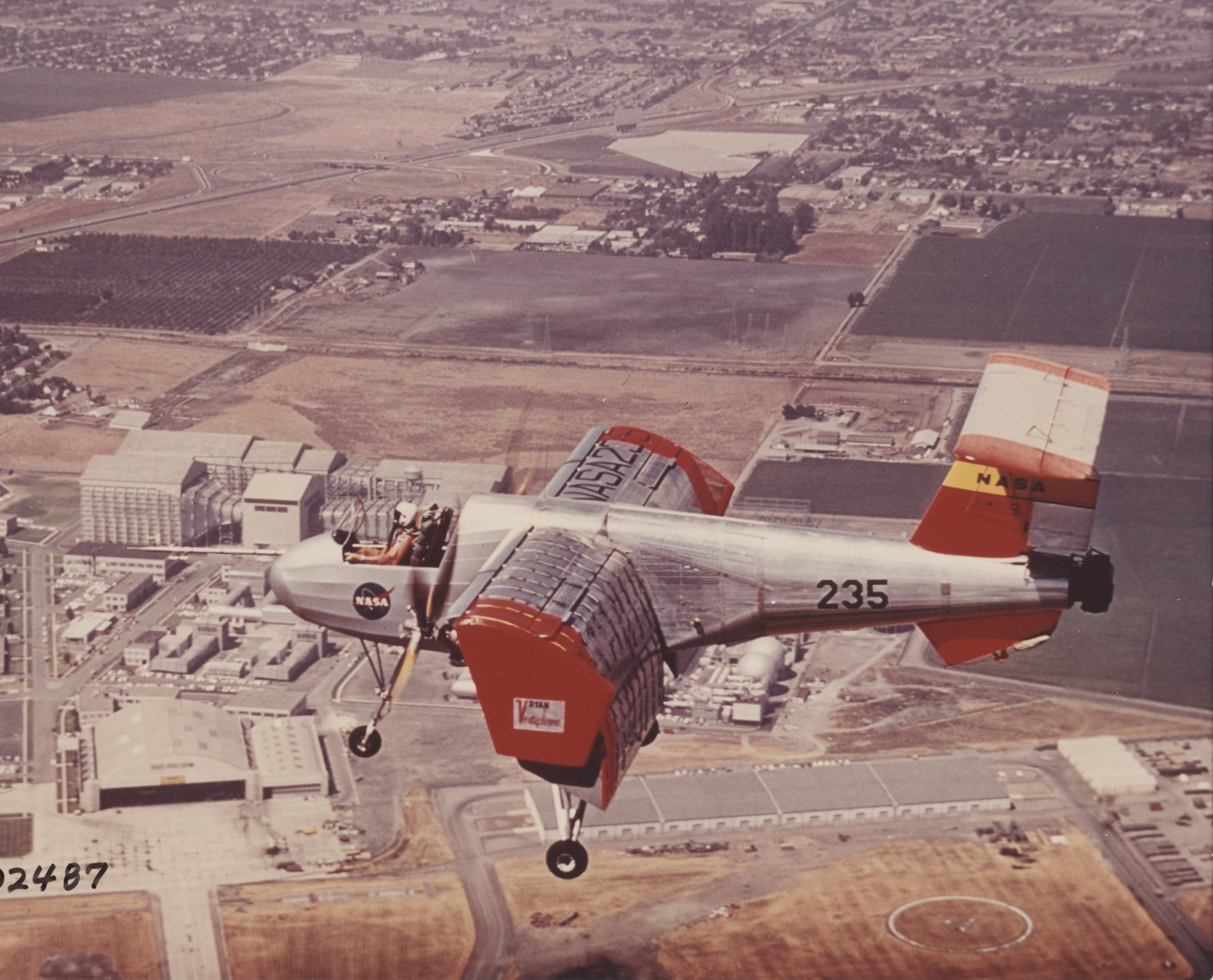
Ryan VZ-3RY Vertiplane 試驗飛行中
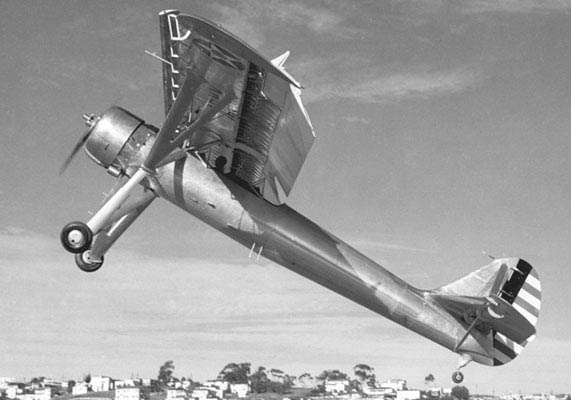
YO-51 Dragonfly 短距離起飛姿態

## 飛彈產品
- AAM-A-1 Firebird（英语：AAM-A-1 Firebird）
- ADM-160 MALD（英语：ADM-160 MALD）

## 註解
1. ↑  美商Teledyne LeCroy在臺灣經濟部國貿局註冊登記：特勵達，統一編號：52484478，在中文維基百科已有條目使用泰瑞達（英語：、：TER）。簡體中文媒體報導多用泰莱达，正體中文媒體報導兩者都用，為免混淆，暫用譯名特勵達。
2. ↑  1968年，Teledyne Technologies收購Ryan Aeronautical Company，更名「Teledyne Ryan」，
3. ↑  根據英語維基百科「Spirit of St. Louis」及「Ryan Airline Company」記述：此機是Robertson Aircraft Corporation邀請總工程師Donald A. Hall參考Ryan Airline Company旗下現役飛機配合橫跨大西洋飛行需求，在B. F. Mahoney領導下設計製造唯一一架聖路易斯精神號。因為林白曾說：此機製造事宜由Ryan Airline處理，加上聖路易斯精神號當時在申請跨大西洋飛行行動向民航部門登記座機的名稱是：Ryan NYP， 民航註冊號： NX-211，以致後來誤傳飛機是Ryan Airline Company製造。查爾斯·林白完成壯舉後，Ryan Airline Company更名為B. F. Mahoney Aircraft Corporation

## 資料來源
1. 1 2  . The Drive. May 3, 2017  [2021-11-29]. （原始内容存档于2022-02-28）.
2. ↑  Spirit and Creator: The Mysterious Man Behind Lindbergh's Flight to Paris by Nova Hall
3. ↑  The Untold Story of the Spirit of St. Louis by Ev Cassagneres
4. ↑  . charleslindbergh.com.   [2015-09-04]. （原始内容存档于2016-03-03）.
5. ↑  . charleslindbergh.com.   [2015-09-04]. （原始内容存档于2016-03-03）.
6. ↑  . charleslindbergh.com.   [2015-09-04]. （原始内容存档于2016-03-03）.
7. ↑  . charleslindbergh.com.   [2015-09-04]. （原始内容存档于2016-03-03）.
8. ↑  . Arizona Daily Star. July 19, 2018  [2021-11-29]. （原始内容存档于2021-11-29）.
9. ↑  "Countries Index." 的存檔，存档日期2012-07-16. World Air Forces. Retrieved: 4 August 2013.
10. ↑  Cassagneres, Ev. . Eagan, Minn.: Flying Books. : 119–144. ISBN 0911139206.
11. ↑  Leyes, Richard A., and William A. Fleming, The History of North American Small Gas Turbine Aircraft Engines, Smithsonian Institution, Washington, DC, 1999: p.143 ISBN 1-56347-332-1
12. ↑  . DIGITIMES 科技網.   [2021-11-29]. （原始内容存档于2021-11-29） （中文（臺灣））.

## 外部鏈接
- Ryan Aeronautical – Port of San Diego （页面存档备份，存于）
- Ryan Aeronautical Collection – San Diego Air & Space Museum （页面存档备份，存于）
- The Ryan Aeronautical Photo Collection – Flickr （页面存档备份，存于）